# Seth Glier
Seth Glier (  /ˈglɪər/ ) es un cantautor, pianista, guitarrista y activista estadounidense. 

## Carrera
Seth Glier nació en Shelburne Falls, Massachusetts. y posteriormente estudió en Pioneer Valley Performing Arts Charter School PVPA en South Hadley, Massachusetts. Asistió al Berklee College of Music  durante un año antes de abandonar para poder hacer una gira a tiempo completo. Desde entonces, ha realizado alrededor de más de 200 espectáculos al año y ha compartido escenarios con artistas como James Taylor, Mark Knopfler, The Verve Pipe, Edwin McCain y Ani DiFranco. Ha aparecido como artista principal en el Falcon Ridge Folk Festival (NY) y el Kerrville Folk Festival (TX). USA Today comparó a Seth con Bruce Springsteen y Billy Joel.
En 2015, lanzó If I Could Change One Thing, su cuarto álbum en MPress Records. El álbum fue considerado un paso exitoso hacia el pop convencional, un cambio con respecto a sus anteriores álbumes más acústicos. Un video musical para la canción principal, en dueto con la alumna de American Idol Crystal Bowersox, se estrenó en Billboard.com.
En 2016, Glier dio una charla TEDx compartiendo su visión sobre los desafíos y los dones de brindar cuidados a un miembro de la familia, y cómo influye en su vida, arte y música.

## Premios y nominaciones
El álbum de Glier del 2011, The Next Right Thing, para el que grabó su propia voz en el sótano de sus padres fue nominado para un Premio Grammy en la categoría de "Mejor álbum diseñado, no clásico".  
En 2011, se llevó a casa la Mejor Canción de Amor por su canción "Naia" en los 10º Premios Anuales de Música Independiente. En 2012, "Next Right Thing" ganó como Mejor Canción de Acción Social en los Premios de Música Independiente.

## Inspiración
Glier es un firme defensor de la concientización sobre el autismo y ha sido un portavoz nacional de la organización de conciencia sobre el autismo "Autism Speaks". Su canción "Love Is A Language" fue inspirada por su hermano autista no verbal.
Anteriormente, Glier fue artista asociado ChildFund International. Glier mostró el trabajo de ChildFund y animó a sus fans a llegar a los niños en crisis apadrinando a un niño (o varios niños) con la organización.

## Discografía
- The Trouble With People (2009)
- The Next Right Thing  (2011)
- Things I Should Let You Know  (2013)
- If I Could Change One Thing (2015)
- Birds (2017)